# 소모류
소모류(小毛類, Oligotrichia)는 민물과 바다에 널리 분포하는 섬모충류의 일종이다. 주로 유영성(游泳性) 단세포 동물이며, 군체성 또는 고착성의 종은 드물다. 세포는 구형(球形)에서 항아리형 또는 거꾸로 된 종형(鐘型)이어서 형개가 섬모충류의 일종인 유종류를 닮았지만 껍질은 없다. 흔한왕관하모충(Halteria grandinella) 등을 포함하고 있다.

## 하위 분류
- Halteriia
  - Halteriida
- 소모아강 (Oligotrichia)
  - Choreotrichida
  - Oligotrichida
  - Strombidiida